# Стоян Новакович
Сто̀ян Нова̀кович (на сръбски: Стојан Новаковић или Stojan Novaković) е сръбски политик (министър-председател, министър на външните работи, на просветата), поет, писател, преводач, учен – филолог и историк, председател на Сръбската академия на науките. Известен е като основоположник на идеологията на македонизма, замислена от него като преходен етап към сърбизацията на македонските българи.

## Биография
Роден е през 1842 година като Коста Новакович, но по-късно превежда личното си име от латински на сръбски като Стоян. Завършва гимназия в родния си град и лицей в Белград. През 1863 година постъпва на работа в Министерството на финансите. След 1863 година е последователно гимназиален учител, библиотекар в Националния музей, министър на просветата.
През 1866 година рецензира сръбския превод на географската книга на англичанките Макензи и Ърби за Европейските провинции на Османската империя, наричайки книгата им обективна и определя като български земите южно от Охрид и северно от Солун. През 1867 година в брой 34 на белградското списание „Вила“ публикува статията „Южни слявянски езици и диалекти“, в която се казва че:
| „ | В България и в по - голямата част от Македония се говори български език... | “ |

В своята „Първа сръбска читанка за нисшите гимназии и реалните училища“ от 1870 година на страница 138 пише че:
| „ | Освен в Сърбия, из която преди малко години съвсем бяха изчистени турците, още трае тяхното лошо, произволно управление в Босна, Стара Сърбия и Херцеговина, земи, в които живеят сърби и в България и Македония, земи, в които живеят наши единоверци и роднини по език и кръв - българите. | “ |

През 1873 година заедно с колегата си и мъжа на сестра му Милан Куюнджич критикува тезите на Милош Милоевич, че български земи като Македония били „сръбски“, наричайки ги „небратски и неполитични“ спрямо най-близкия на сърбите народ, припомняйки че:
| „ | Малко беше, че такива неща и завоевателната политика в средните векове ни хвърлиха в турско робство, та трябва с такова поведение към българите, с каквото се отличава Милоевич, в наше време да повторим старите злини. | “ |

От 1875 до 1880 година е преподавател в Белградския университет, член на Държавния съвет (1883) и министър на вътрешните работи (1884). Избран е за академик и председател на Академията на науките. В страница 400 на дългата си статия от 1875 година „Бугари и ньихова кньижевност“ пише, че две трети от населението на Солунския вилает са етнически българи, а на 402, позовавайки се на западноевропейския географ Хилфердинг, пише, че българо-сръбската етническа граница минава по билото на Шар планина и по река Българска Морава, признавайки за българско и Поморавието, като въпреки наличието на определени количества турци, гърци, власи и албанци в Българското землище там няма компактни „сръбски“ общности.
От 1885 до 1892 година е пълномощен министър на Кралство Сърбия в Османската империя. В ролята си на сръбски посланик в Цариград планира създаването в Цариград на сръбски вестник на име "Вардар", с основно противобългарска и гръкофилска, туркофилска, неутрална към Русия и обективна към Сърбия редакционна политика, планът за чието създаване се проваля поради войната с България през същата година, но под това име е напечатан специален календар, спомага за издаването на „Македонски буквар“ от Високата порта за сръбските училища във Вардарска Македония през 1888 г. Става министър на външните работи през 1893 година. Като премиер (7 юли 1895 – 27 декември 1896) преориентира сръбската австрофилската външна политика в русофилска. Посланик в Париж и Петербург (1899 – 1904), а след пенсионирането отново става премиер (22 февруари – 24 октомври 1909).
Стоян Новакович е един от основателите на Прогресивната партия през 1880 г. След смъртта на Милутин Гарашанин става председател на партията. Пише стихове и разкази, превежда от руски, полски, немски и френски. Публикува сборници стихове и разкази, а през 1913 – историческия роман „Калугер и хайдутин“. Занимава се с филология, история на литературата и със събиране, издаване и тълкуване на исторически материали.
От 1877 година започва работа и в областта на културата и обществената история. В свой материал от 1893 година, изследващ легендата за любовта на сръбския княз Йоан Владимир и дъщерята на цар Самуил Косара признава българския характер на комитопулите и държавата им.

## Доктрина
Стоян Новакович е основоположник на Великосръбската доктрина. Продължавайки завещаното в „Начертанието“ на Гарашанин, Новакович в качеството си на водещ сръбски политик от края на XIX и началото на XX век, успява да наложи и утвърди в сръбската външна политика, разбирането за „богоизбраната“ и водеща роля на Сърбия в уреждането на балканските дела.
Новакович е привърженик на панславизма. Предвид слабите сръбски позиции при уреждането на македонския въпрос, понеже в сравнение не само с България, но и със Гърция и Османската империя Сърбия има по - малко исторически права над и далеч по - малко хора със самосъзнание на титулния й етнос в областта, разработва и налага македонизма като инструмент на сръбската колонизаторска политика в Македония.
Ето какво пише Новакович за македонизма като средство за антибългарска пропаганда в Македония:
| „ | Тъй като българската идея, както е известно на всички, е пуснала дълбоки корени в Македония, аз мисля, че е кажи-речи невъзможно да бъде разколебана съвсем, изнасяйки срещу ѝ само сръбската идея. Тази идея, страхувам се, не би била в състояние като чиста и гола противоположност да изтласка българската идея и по тази причина на сръбската идея от помощ ще ѝ бъде някакъв съюзник, който би бил твърдо срещу българизма и който би съдържал в себе си елементи, които могат да привлекат към него народа и народните чувства, отцепвайки го от българизма. Този съюзник аз виждам в македонизма или в определени мъдро поставени граници, отразяване на македонския диалект и македонската специфика. Няма нищо по-противоположно на българските тенденции от това – с никого българите не могат да се намерят в по-непримиримо положение от македонизма. Македонизмът като такъв няма с какво да се удържи, той няма елементи за развитие и по естественият ход на развитие, в часът когато българщината се отдели, сърбизмът ще му помогне (на македонизмът) и същият ще се смеси с него. | “ |

и още
| „ | В този момент Ви обръщам внимание върху потребността от един специален Македонски Буквар за училищата в Македония, който би трябвало да се подготви специално за разширяването на сръбската писменост и сръбския език в Македония. Само истинските сметки се осъществяват, а в политиката истински са само онези сметки, в които няма ни най-малко илюзия. От тази гледна точка и по въпроса за разпространяването на сръбското влияние в Македония като същинска основа трябва да се вземат следните точки: 1. „че македонският диалект е различен и от сръбския и от българския език, но има нещо общо и с единия, и с другия"; 2. „че досега българската пропаганда е полагала големи грижи да отбележи и изрази по всички възможни начини разликата между македонския диалект и сръбския език"; 3. „че от сръбска страна трябва да се тръгне по същия път, но търпеливо, солидно и систематично с нови оригинални средства, а от друга страна, да се употребява всичко, където може да се направи разлика между сръбския език и македонския диалект, противно на приведените по-горе български стремежи." В тази посока ми се струва като най-необходимо съставянето на един специален буквар на македонски диалект за Македония. В този буквар би трябвало с македонския да се спои и сръбският буквар, но така, че македонският да представлява две трети, а сръбският една трета, при това във втората половина. Букварът би трябвало да се напише със сръбски правопис, с цялото необходимо внимание за истинска и добра транскрипция на македонския диалект. | “ |

а, ако се извоюва автономия на Македония, заявява че:
| „ | ...несъмнено е и неоспоримо, че за сръбските интереси най-голямата опасност би била и би останала в стремежа на Бугарашката партия в Македония да извърши Съединение с България по подобие на Източна Румелия. | “ |